# Westside Xtreme Wrestling
La Westside Xtreme Wrestling, stilizzata ufficialmente come westside Xtreme wrestling, è una federazione di wrestling tedesca con base a Oberhausen fondata il 24 dicembre 2000 da Peter Weichers, meglio conosciuto come Hate.

## Caratteristiche
La wXw è diventata una delle federazioni tedesche più rappresentative a livello europeo insieme alla German Stampede Wrestling e alla European Wrestling Promotion. Dal 2013 la wXw ha iniziato a organizzare regolarmente tour in giro per l'Europa, inoltre dal 2016 è diventata la prima promozione europea ha istituire un servizio in streaming, chiamato wXwNOW.
A livello internazionale la wXw ha collaborato con le più note promotion americane della Pro Wrestling Guerrilla, Chikara, Evolve, Combat Zone Wrestling, ma anche Pro Wrestling Noah, Dramatic Dream Team. Il principale titolo della Big Japan Pro Wrestling, il World Strong Heavyweight Championship, presenta anche il logo della wXw oltre che quello della CZW.
Nel marzo del 2010 wXw Vision è stato il primo evento andato in scena negli Stati Uniti, dove oltre ai match organizzati dalla compagnia tedesca si sono disputati anche incontri della Combat Zone Wrestling.

## Riconoscimenti

### Titoli
| Titolo                                   | Campione                       | Data           | Luogo       | Evento                  |
| ---------------------------------------- | ------------------------------ | -------------- | ----------- | ----------------------- |
| wXw Unified World Wrestling Championship | 1 Called Manders               | 5 aprile 2025  | Francoforte | 16 Carat Gold Revenge   |
| wXw World Tag Team Championship          | Marc Empire e Robert Dreissker | 14 giugno 2025 | Oberhausen  | Drive of Champions      |
| wXw Shotgun Championship                 | Hektor Invictus                | 5 aprile 2025  | Francoforte | 16 Carat Gold Revenge   |
| wXw European Championship                | Marius Al-Ani                  | 23 maggio 2025 | Amburgo     | Fans Appreciation Night |

#### Inattivi
| Titolo                             | Ultimo Campione | Ritirato il      | Note |
| ---------------------------------- | --------------- | ---------------- | --- |
| wXw Women's World Championship     | Masha Slamovich | 23 dicembre 2023 | Unificato con il World Wrestling Championship.                                                                  |
| wXw World Lightweight Championship | Zack Sabre Jr.  | 5 giugno 2010    | Unificato con il wXw World Heavyweight Championship per formare l'attuale Unified World Wrestling Championship. |
| wXw Hardcore Championship          | Necro Butcher   | 1 agosto 2006    | [ 5 ] [ 6 ] |

### Tornei
| Torneo                   | Vincitore                    | Data           |
| ------------------------ | ---------------------------- | -------------- |
| 16 Carat Gold Tournament | 1 Called Manders             | 9 marzo 2025   |
| Ambition                 | Axel Tischer                 | 9 marzo 2024   |
| Femmes Fatales           | Anita Vaughan                | 6 ottobre 2024 |
| Shortcut to the Top      | Peter Tihanyi                | 16 agosto 2025 |
| World Tag Team Festival  | Oskar Leube e Yuto Nakashima | 6 ottobre 2024 |

## Roster

### Uomini

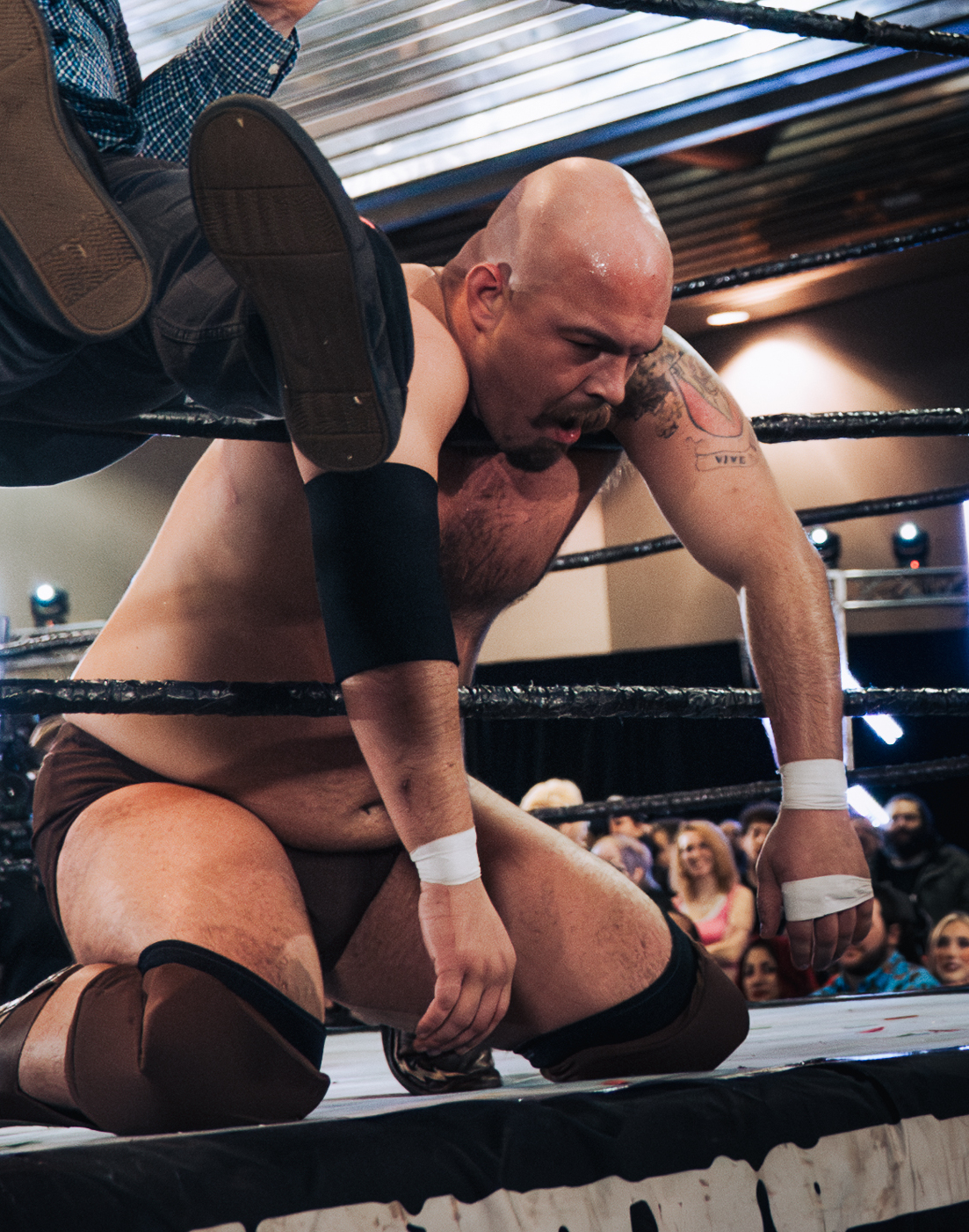
1 Called Manders

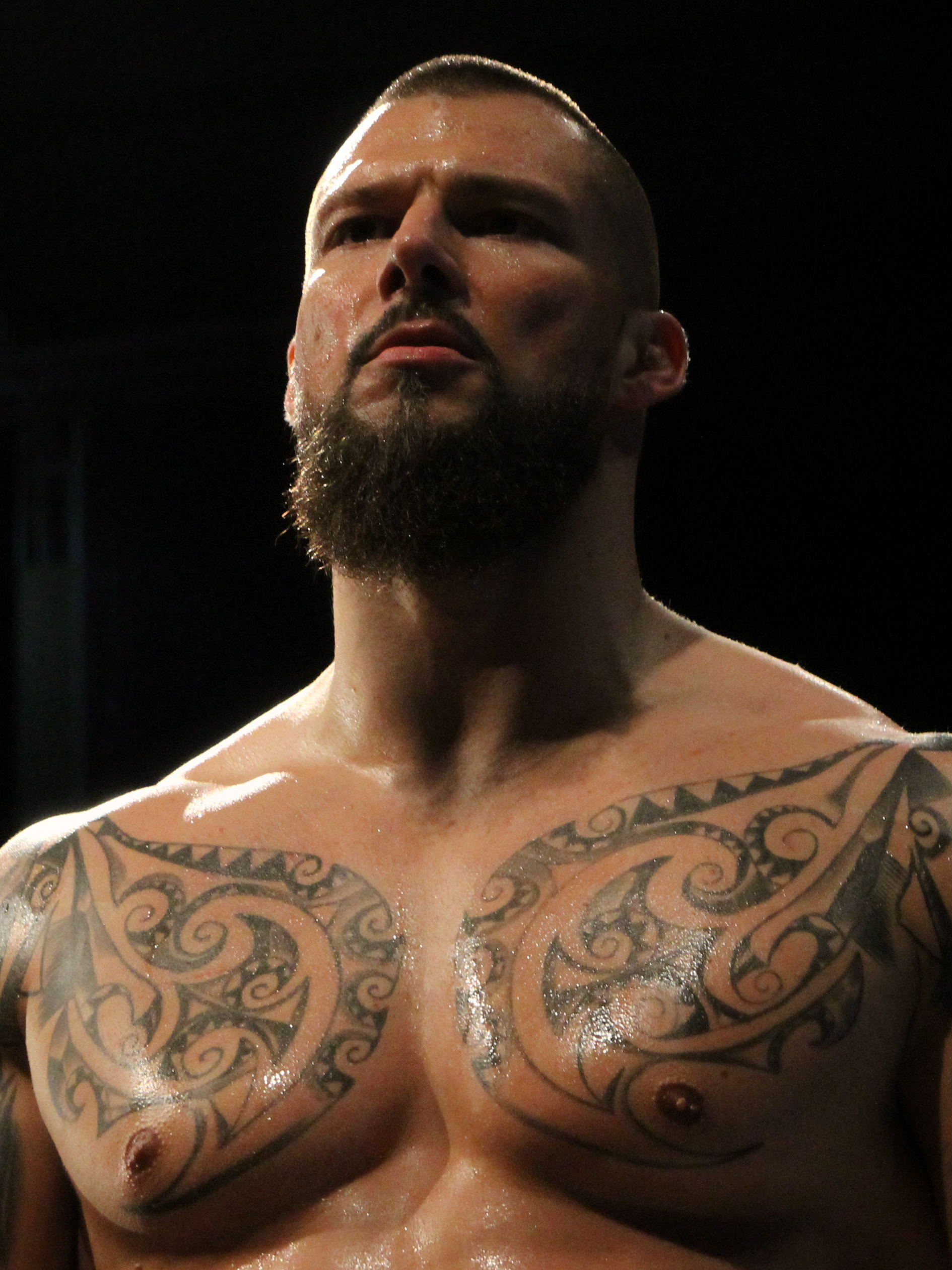
Marius Al-Ani

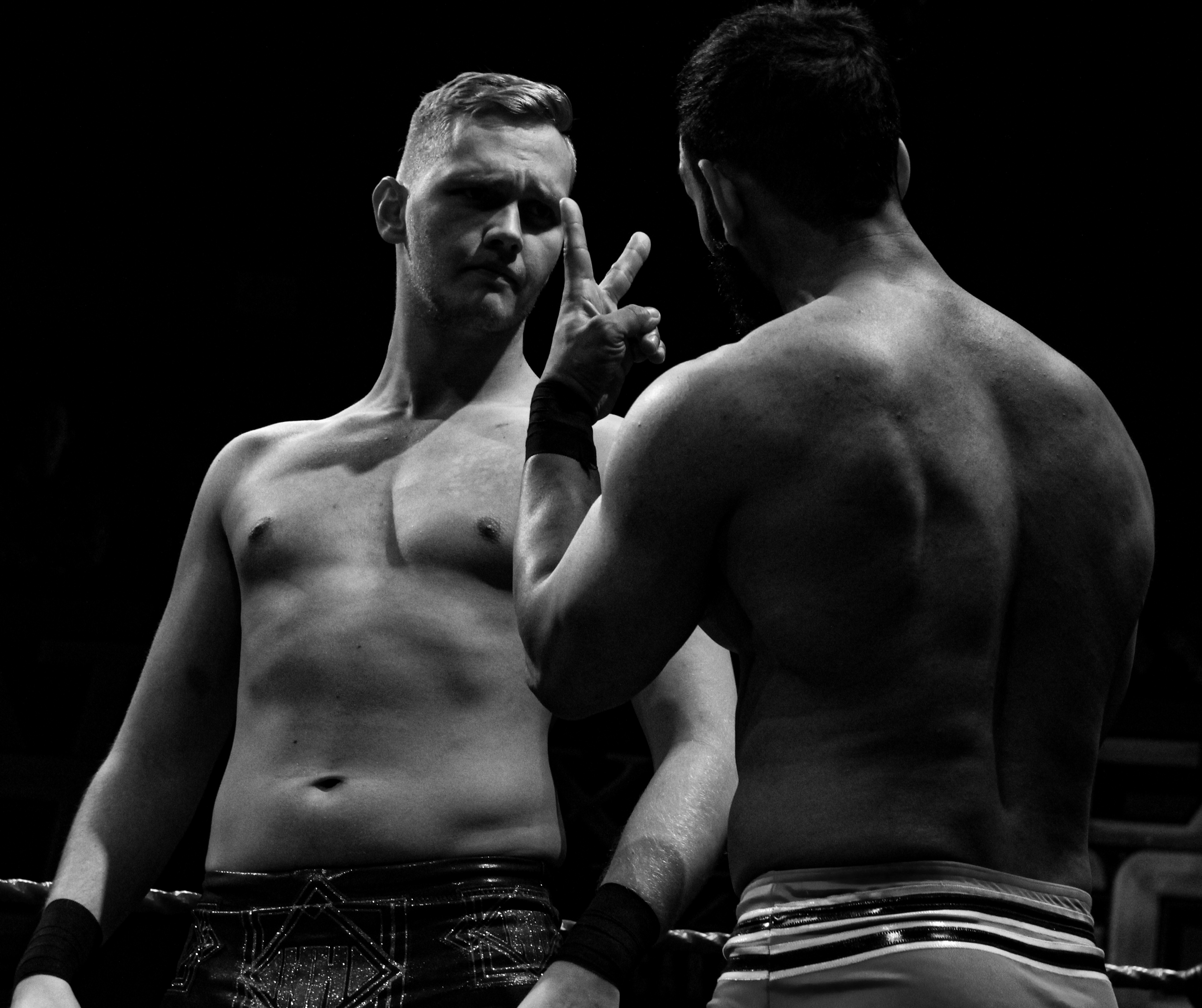
Norman Harras

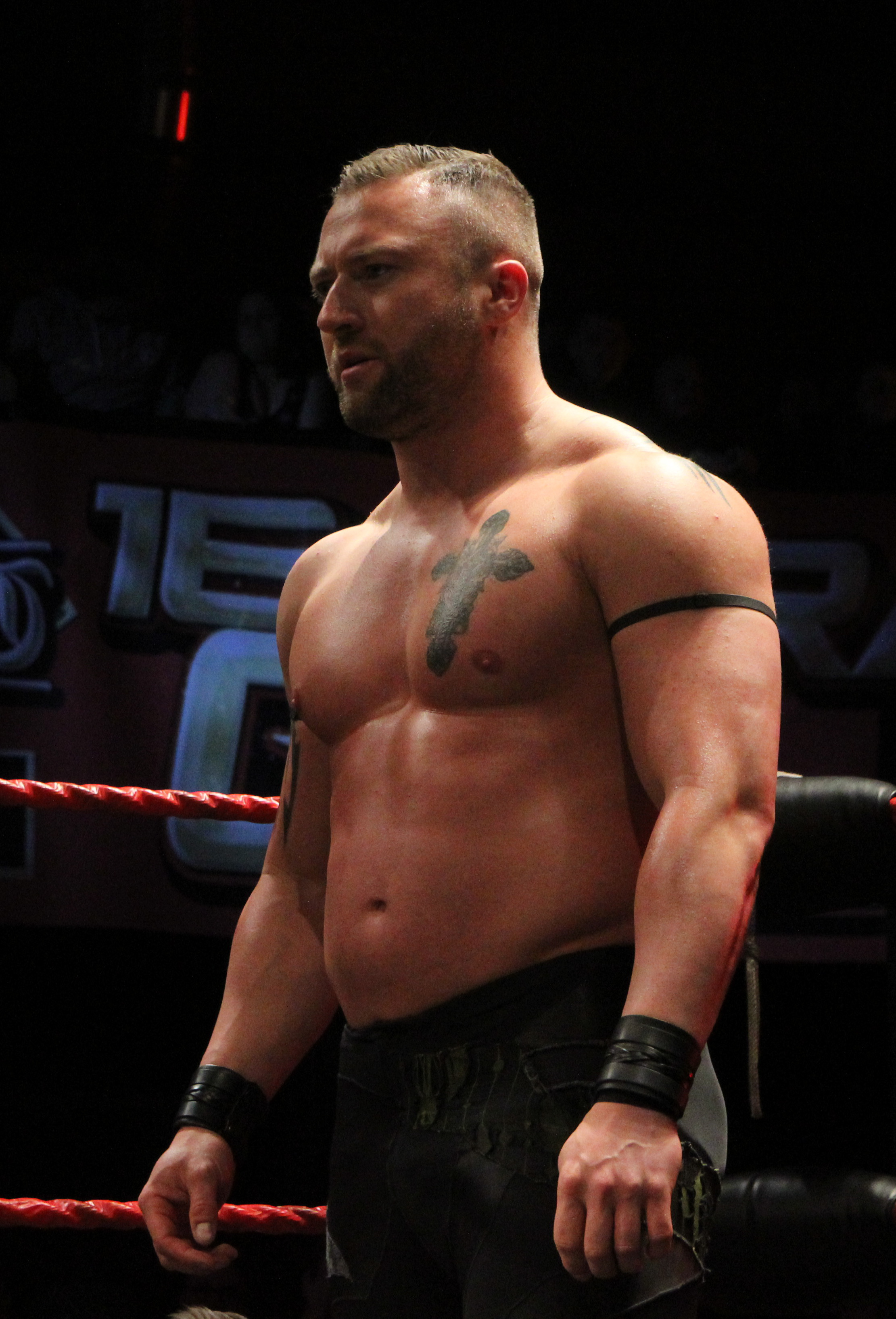
Hektor Invictus

| Nome                | Nome vero            | Note                                 |
| ------------------- | -------------------- | ------------------------------------ |
| 1 Called Manders    | Steven Manders       | wXw Unified World Wrestling Champion |
| Ahura               |                      |                                      |
| Aigle Blanc         | Cyril Coquerelle     |                                      |
| Anil Marik          | Anil Yilmaz          |                                      |
| Alex Duke           |                      |                                      |
| Axel Tischer        | Axel Tischer         |                                      |
| Bobby Gunns         | Robert Schild        |                                      |
| Danny Fray          |                      |                                      |
| Dennis Dullnig      | Dennis Dullnig       |                                      |
| Elijah Blum         |                      |                                      |
| Fast Time Moodo     |                      |                                      |
| Gulyas Junior       | Attila Boros         |                                      |
| Heisenberg          | Fabian Neitzel       |                                      |
| Hektor Invictus     | Christian Tscherpel  | wXw Shotgun Champion                 |
| Icarus              | Aron Kiss            |                                      |
| Jacob Crane         | Jakub Kaminski       |                                      |
| Joseph Fenech Jr.   | Vincent Fenech       |                                      |
| Jurn Simmons        | Jurn Sijtzema        |                                      |
| Laurence Roman      |                      |                                      |
| Levaniel            | Niklas Knoche        |                                      |
| Maggot              | Amir Wittkamp        |                                      |
| Marc Empire         |                      | wXw World Tag Team Champion          |
| Marius Al-Ani       |                      | wXw European Champion                |
| Michael Shenkenberg | Michael Horst        |                                      |
| Mike D Vecchio      | Michael Derugger     |                                      |
| Nick Schreier       | Jannik Schreier      |                                      |
| Nikita Charisma     |                      |                                      |
| Norman Arras        | Norman Halberschimdt |                                      |
| Peter Tihanyi       | Peter Tihanyi        |                                      |
| Robert Dreissker    | Robert Dreissker     | wXw World Tag Team Champion          |
| Sebastian Hackl     | Sebastian Hackl      |                                      |
| The Rotation        | Axel Halbach         |                                      |
| Zafar Ameen         |                      |                                      |

### Donne
| Nome           | Nome vero        | Note |
| -------------- | ---------------- | ---- |
| Aliss Ink      |                  |      |
| Anita Vaughan  |                  |      |
| Ava Everett    | Evie Rodgerson   |      |
| Baby Allison   | Laura Fischer    |      |
| Calypso        | Calypso Brunel   |      |
| Iva Kolasky    | Emese Kolarovski |      |
| Michelle Green |                  |      |
| Stephanie Maze |                  |      |

### Altro personale
| Nome                       | Ruolo                                                                      |
| -------------------------- | -------------------------------------------------------------------------- |
| Christian Bischof          | Telecronista in lingua tedesca                                             |
| Felix Kohlenberg           | Promoter                                                                   |
| Robin Christopher Fohrwerk | Telecronista in lingua tedesca e inglese Manager della High Performer Ltd. |
| Sebastian Hollmichel       | Telecronista in lingua tedesca                                             |
| Tassilo Jung               | Relazioni con i talenti e arbitro                                          |
| Thommy Giesen              | Annunciatore                                                               |

## wXw Hall of Fame
| Classe | Wrestler                           |
| ------ | ---------------------------------- |
| 2005   | Mad Cow                            |
| 2009   | Baron Von Hagen                    |
| 2010   | SigMasta Rappo Hate Thumbtack Jack |
| 2011   | Marc Weingartner Alex Pain         |
| 2012   | Iceman                             |
| 2015   | Steve Douglas Are$                 |
| 2017   | Karsten Beck                       |
| 2018   | Doug Williams                      |
| 2019   | Robbie Brookside                   |
| 2024   | Absolute Andy                      |